# جيمس إس. هاتشينسون
جيمس إس. هاتشينسون (بالإنجليزية: James S. Hutchinson)‏ هو محامي أمريكي، ولد في 1867 في سان فرانسيسكو في الولايات المتحدة، وتوفي في 1959.